# Catherina Geertruida Doijer
Catherina Geertruida (Cato) Pekelharing-Doijer (Batavia, 2 november 1858 - Groningen, 14 december 1913) was voorvechter van vrouwenrechten in de negentiende eeuw.
Cato was de dochter van medisch hoogleraar Derk Doijer en Jeannette Alexandrine Vrijdag. Op 16 december 1881 trouwde ze met de in Leiden gepromoveerde en in 1881 in Groningen tot gemeentesecretaris benoemde Adrianus Pekelharing (1857-1942). Hij was zoon van de Leidse hoogleraar Cornelis 'Kees' Adrianus Pekelharing en Johanna van Rhee. Samen krijgen zij twee zoons. In haar huwelijk met deze progressief-liberaal had zij ruimte om een aantal maatschappelijke functies te vervullen, hetgeen voor een vrouw in de negentiende eeuw niet vanzelfsprekend was. Zo was zij lid van de Commissie van Toezicht op de Gemeentelijke Kweekschool voor onderwijzeressen te Groningen. Ook was zij de eerste vrouw in de Groningse Commissie van Toezicht op het Middelbaar Onderwijs. Na de dood van Cato zou Pekelharing in 1916 trouwen met haar medestrijdster voor emancipatie Dientje Dull, een telg uit een deftig Groninger geslacht.

## Nationale Tentoonstelling van Vrouwenarbeid
Cato werd in 1898 voorzitster van de Groningse bond voor vrouwenemancipatie, die in 1894 was opgericht. Tot de doelstellingen hoorde de leden bekend maken met de vrouwenquestie. Daartoe werden boeken aangeschaft voor een eigen bibliotheek. 
De doopsgezinde Cato Pekelharing-Doijer nam als lid van De Vrouwenbond Groningen, kortweg ‘De Vrouwenbond’, het initiatief voor het organiseren van de Nationale Tentoonstelling van Vrouwenarbeid in 1898. Het organiserende bestuur bestond naast twee andere Groninger Vrouwenbondleden, Catharina Agatha Worp-Roland Holst en Dientje Dull, verder uit Cécile Goekoop-de Jong, Anna Polak en Marie Jungius.